# Sportvereniging Dynamo (maschile)
La Sportvereniging Dynamo è una società pallavolistica maschile olandese, con sede ad Apeldoorn: milita nel campionato olandese di Eredivisie.

## Rosa 2024-2025
| N° | Nome                | Ruolo | Data di nascita   | Nazionalità sportiva |
| -- | ------------------- | ----- | ----------------- | -------------------- |
| 3  | Thom van der Ent    | C     | 24 marzo 2005     | Paesi Bassi          |
| 5  | Sjors Tijhuis       | C     | 31 dicembre 2000  | Paesi Bassi          |
| 6  | Jochem Bloem        | C     | 4 novembre 2000   | Paesi Bassi          |
| 7  | Robin van Weerd     | S     | 25 luglio 1999    | Paesi Bassi          |
| 8  | Freek de Weijer     | P     | 30 ottobre 1995   | Paesi Bassi          |
| 9  | Thomas van Bladel   | S     | 28 aprile 003     | Paesi Bassi          |
| 10 | Jelle Bosma         | C     | 8 marzo 2003      | Paesi Bassi          |
| 13 | Ramon Martinez Gion | S     | 12 settembre 1990 | Paesi Bassi          |
| 14 | Ilja van der Pijl   | P     | 24 novembre 2003  | Paesi Bassi          |
| 15 | Thomas Sleurink     | O     | 22 giugno 2004    | Paesi Bassi          |
| 16 | Jordi van Laar      | S     | 1º settembre 2008 | Paesi Bassi          |
| 20 | Niels Lipke         | L     | 20 dicembre 2002  | Paesi Bassi          |
| 22 | Erik van der Schaaf | S     | 12 dicembre 1993  | Paesi Bassi          |
| 23 | Alek Aleksov        | L     | 1º marzo 2004     | Paesi Bassi          |

## Palmarès
- Campionato olandese: 15

1990-91, 1992-93, 1993-94, 1994-95, 1995-96, 1996-97, 1998-99, 2000-01, 2002-03, 2006-07,
2007-08, 2009-10, 2020-21, 2021-22, 2022-23
- Coppa dei Paesi Bassi: 10

1992-93, 1993-94, 1995-96, 1999-00, 2001-02, 2007-08, 2008-09, 2009-10, 2010-11, 2018-19
- Supercoppa olandese: 10

1993, 1995, 1996, 2000, 2001, 2007, 2008, 2010, 2021, 2023
- Top Teams Cup: 1

2002-03